# Pershi lastivky
Pershi lastivky (ukrainisch Перші ластівки), auch bekannt unter dem englischen Titel Early Swallows, ist eine ukrainische Fernsehserie, die am 19. November 2019 veröffentlicht wurde.

## Handlung
Die Serie porträtiert den Alltag von ukrainischen Jugendlichen. Die Teenager sehen sich mit verschiedenen Formen von Mobbing, (unter anderem der Blue Whale Challenge), fehlender familiärer Unterstützung, suizidalem Verhalten, Fragen zu ihrer sexuellen Identität (was sehr selten im ukrainischen Fernsehen behandelt wird) sowie Alkoholismus konfrontiert.